# モンケ・チャガン
モンケ・チャガン(モンゴル語: Мөнхцагаан、中国語: 察罕達魯花、? - ?)とはチンギス・カンの弟カチウンの末裔で、15世紀初頭に活躍したモンゴル人諸侯の一人。
『明実録』などの漢文史料では察罕達魯花（チャガン・ダルガ）と記され、モンゴル語史料にはMöngke Čaγan noyan（モンケ・チャガン・ノヤン）と記載される。

## 概要
モンケ・チャガンが初めて史料上に登場するのは永楽3年（1405年）のことで、この時モンケ・チャガンは使者を派遣して明朝に帰順し、オルク・テムル・ハーンの動向を伝えてきた。これに対し永楽帝はモンケ・チャガンを都督、その弟カダ（哈達）を千戸に任じ、モンケ・チャガンと朝貢関係を結んだ。
また、明朝の記録では「察罕達魯花兀良哈等処」や「兀良哈察罕達魯花処」といった表現が見られ、モンケ・チャガンの勢力はウリヤンハイ三衛と隣接する地域にあったと考えられている。

## モンケ・チャガンの出自
『アルタン・クルドゥン（金輪千福）』には「チンギス・カンの弟カチウンの後裔にモンケ・チャガン（Möngke Čaγan）がいる。彼の息子はバヤンタイ・ホンゴル（Byantai Qongγur）、バタイ・セチェン（Batai Sečen）である……」とある。
また、『王公表伝』卷三十一『翁牛特部総伝』には「元太祖弟諤楚因、称為烏真諾顔... ... 其裔蒙克察罕諾顔有子二。長巴延岱洪果爾諾顔   號所部曰翁牛特。次巴泰車臣諾顔、別號喀剌車里克。皆称阿魯蒙古」と記されている。『王公表伝』では誤ってモンケ・チャガンの始祖をテムゲ・オッチギンとしているが、これらの記述からオンリュート部（後のオンニュド旗）の始祖がカチウン、モンケ・チャガンであったことがわかる。

## チャガン・トゥメン
『蒙古源流』などのモンゴル年代記にはチャガン・トゥメン（Čaγan tümen）という集団が十五世紀頃活躍したことが記されている。このチャガン・トゥメンとは、漢文史料に記載される「察罕達魯花処」、すなわちモンケ・チャガン率いる勢力であり、「チャガン・トゥメン」の名はモンケ・チャガンに由来するものではないかと推測されている。
『蒙古源流』や『アルタン・トブチ』にはチャガン・トゥメン（カチウン・ウルスの後身）のエセクイ（Eseküi）やホルチン・トゥメン（カサル・ウルスの後身）のシューシテイ王がオイラトとの戦いで活躍したことが記されている。